# Geneva Whoppers

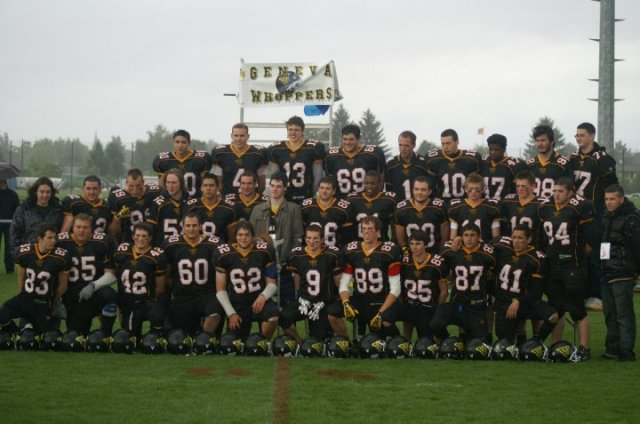
La squadra nel 2010.

I Geneva Whoppers sono una squadra svizzera di football americano di Plan-Les-Ouates militante in NSFL e nella Lega B della federazione svizzera, fondata nel 2007.
Nel 2015 hanno vinto l'NSFL Bowl contro i Geneva Seahawks, mentre all'interno della SAFV hanno vinto 2 titoli di Lega C.

## Dettaglio stagioni

### Tackle football

#### Tornei nazionali

##### Lega B
| Stagione | regular season | regular season | regular season | regular season | regular season | regular season | playoff | playoff | playoff | playoff | playoff | playoff          | playoff            |
|          | Vin            | Par            | Per            | Tot            | PF             | PS             | Vin     | Per     | Tot     | PF      | PS      | risultato        | avversaria         |
| -------- | -------------- | -------------- | -------------- | -------------- | -------------- | -------------- | ------- | ------- | ------- | ------- | ------- | ---------------- | ------------------ |
| 2019     | 3              | 0              | 7              | 10             | 153            | 201            | -       | -       | -       | -       | -       | -                | -                  |
| 2021     | 1              | 0              | 5              | 6              | 45             | 257            | 0       | 1       | 1       | 0       | 50      | Quarti di finale | Sankt Gallen Bears |
| 2022     | 0              | 0              | 10             | 10             | 0              | 500            | -       | -       | -       | -       | -       | -                | -                  |
| Totale   | 4              | 0              | 22             | 26             | 198            | 958            | 0       | 1       | 1       | 0       | 50      |                  |                    |

Fonte: Sito storico SAFV

##### Lega C
| Stagione | regular season | regular season | regular season | regular season | regular season | regular season | playoff | playoff | playoff | playoff | playoff | playoff   | playoff             |
|          | Vin            | Par            | Per            | Tot            | PF             | PS             | Vin     | Per     | Tot     | PF      | PS      | risultato | avversaria          |
| -------- | -------------- | -------------- | -------------- | -------------- | -------------- | -------------- | ------- | ------- | ------- | ------- | ------- | --------- | ------------------- |
| 2017     | 8              | 0              | 0              | 8              | 318            | 63             | 0       | 1       | 1       | 19      | 30      | Finale    | Sankt Gallen Bears  |
| 2018     | 7              | 0              | 1              | 8              | 294            | 79             | 1       | 0       | 1       | 7       | 0       | Campioni  | Lugano Rebels       |
| 2023     | 7              | 0              | 1              | 8              | 211            | 96             | 1       | 1       | 2       | 30      | 60      | Finale    | Lausanne LUCAF Owls |
| 2024     | 5              | 0              | 3              | 8              | 153            | 160            | 1       | 0       | 1       | 15      | 10      | Campioni  | Glarus Orks         |
| Totale   | 27             | 0              | 5              | 32             | 976            | 396            | 3       | 2       | 5       | 71      | 100     |           |                     |

Fonte: Sito storico SAFV

#### Tornei locali

##### NSFL

###### NSFL Tackle Élite
| Stagione | regular season | regular season | regular season | regular season | regular season | regular season | playoff | playoff | playoff | playoff | playoff | playoff      | playoff         |
|          | Vin            | Par            | Per            | Tot            | PF             | PS             | Vin     | Per     | Tot     | PF      | PS      | risultato    | avversaria      |
| -------- | -------------- | -------------- | -------------- | -------------- | -------------- | -------------- | ------- | ------- | ------- | ------- | ------- | ------------ | --------------- |
| 2011     | 3              | 0              | 5              | 8              | 93             | 116            | -       | -       | -       | -       | -       | -            | -               |
| 2012     | 6              | 0              | 3              | 9              | 121            | 115            | -       | -       | -       | -       | -       | -            | -               |
| 2013     | 3              | 0              | 4              | 7              | 184            | 216            | -       | -       | -       | -       | -       | -            | -               |
| 2014     | 4              | 0              | 3              | 7              | 212            | 81             | -       | -       | -       | -       | -       | -            | -               |
| 2015     | 7              | 0              | 1              | 8              | 200            | 115            | 2       | 0       | 2       | 34      | 20      | Campioni     | Geneva Seahawks |
| 2016     | 3              | 0              | 2              | 5              | 109            | 96             | 0       | 2       | 2       | 18      | 52      | Quarto posto | Monthey Rhinos  |
| 2017     | 1              | 0              | 6              | 7              | 119            | 224            | -       | -       | -       | -       | -       | -            | -               |
| Totale   | 27             | 0              | 24             | 51             | 1038           | 963            | 2       | 2       | 4       | 52      | 72      |              |                 |

Fonte: Sito storico SAFV

### Riepilogo fasi finali disputate
| Anno            | Luogo             | Evento            | Fase del torneo      | Incontro                              | Risultato |
| 8 novembre 2015 | Yverdon-les-Bains | NSFL Tackle Élite | NSFL Bowl            | Geneva Whoppers - Geneva Seahawks     | 14 - 6    |
| 23 ottobre 2016 | Plan-les-Ouates   | NSFL Tackle Élite | Finale 3º - 4º posto | Geneva Whoppers - Monthey Rhinos      | 12 - 19   |
| 25 giugno 2017  | Plan-les-Ouates   | Lega C            | Finale Lega C        | Geneva Whoppers - Sankt Gallen Bears  | 19 - 30   |
| 23 giugno 2018  |                   | Lega C            | Finale Lega C        | Geneva Whoppers - Lugano Rebels       | 7 - 0     |
| 10 ottobre 2021 |                   | Lega B            | Quarti di finale     | Sankt Gallen Bears - Geneva Whoppers  | 50 - 0    |
| 8 luglio 2023   |                   | Lega C            | Finale               | Lausanne LUCAF Owls - Geneva Whoppers | 39 - 7    |
| 6 luglio 2024   | Rapperswil-Jona   | Lega C            | Finale               | Glarus Orks - Geneva Whoppers         | 10 - 15   |

## Palmarès
- 2 Lega C (2018, 2024)
- 1 NSFL Bowl Tackle Élite (2015)
- 4 NSFL Bowl Tackle Junior (2009, 2010, 2012, 2015)